# L. G. Gill
Charles A. "L. G." Gill, Jr. (Chesterfield Court House, Virginia, 24 de diciembre de 1994) es un baloncestista estadounidense que actualmente se encuentra sin equipo. Con 2,03 metros de estatura, juega en la posición de alero. Su tía, Edna Hobbs, fue la que le dio el apodo de "L.G.", abreviatura de "Little Gill", poco después de su nacimiento, en contraposición al apodo de su padre, "Big Gill".

## Trayectoria deportiva

### Universidad
Jugó tres temporadas con los Dukes de la Universidad Duquesne, en las que promedió 7,1 puntos y 4,3 rebotes por partido. Optó por obtener una transferencia de posgrado después de completar su licenciatura antes de su temporada sénior, anunciando su decisión el 5 de abril de 2016. Fue el primer jugador de Duquesne en aprovechar la regla de transferencia de graduación.
Jugó una temporada más con los Terrapins de la Universidad de Maryland, en la que promedió 3,5 puntos y 2,1 rebotes por encuentro.

### Profesional
Tras no ser elegido en el Draft de la NBA de 2017, realizó una prueba para los Greensboro Swarm de la G League, equipo con el que acabó disputando una temporada, en la que promedió 6,6 puntos y 4,3 rebotes por partido.
En octubre de 2018 fue traspasado a los Iowa Wolves a cambio del retorno de los derechos sobre Terry Whisnant. En su primera temporada en el equipo promedió 4,8 puntos y 2,7 rebotes por partido, saliendo desde el banquillo.